# Rita Rusić
Rita Rusić, née le 16 mai 1960, également connue sous le nom de Rita Cecchi Gori, est une productrice, actrice et chanteuse italienne d'origine croate. La carrière de Rusic a commencé comme actrice avec un rôle majeur dans le film 1982 Attila flagello di Dio.

## Biographie

### Jeunesse et vie privée
Rusić est née en mai 1960 à Poreč, dans la région istrienne de la Croatie (qui faisait alors partie de la Yougoslavie). En 1981, elle rencontre le cinéaste Vittorio Cecchi Gori, qu'elle épouse en 1983 . Le mariage dure jusqu'en 2000 . De ce mariage naissent deux enfants  Vittoria Cecchi Gori et Mario Cecchi Gori Jr.

### Production
Grâce à son travail de chanteuse et d'actrice, Rusić est devenue productrice au début des années 1990. Depuis, elle est productrice reconnue pour plus de 80 films. Beaucoup de ces films sont sortis principalement en Italie, mais un certain nombre d'entre eux ont connu un succès mondial. 

### Télévision
Rusić a également figuré sur la version italienne de Dancing with the Stars, Ballando con le stelle. En effet durant la 6e saison elle fut juge durant les semaines 5 à 8. Durant cette saison l'acteur américain Ronn Moss est finaliste du programme, et les personnalités mondiale comme Carl Lewis, Mike Tyson, Valerio Scanu, Emmanuel-Philibert de Savoie ou encore Clotilde Courau sont invités à y danser. 
En janvier 2020 elle participe à la 4e saison de Grande Fratello VIP.

## Filmographie
- 1982 : Attila flagello di Dio de Castellano et Pipolo
- 1982 : Grand Hotel Excelsior de Castellano et Pipolo
- 1985 : Il pentito de Pasquale Squitieri
- 1985 : Joan Lui (Joan Lui - Ma un giorno nel paese arrivo io di lunedì) d'Adriano Celentano
- 1988 : L'Affaire Russicum (Russicum - I giorni del diavolo) de Pasquale Squitieri
- 2009 : Polvere (it) de Massimiliano D'Epiro et Danilo Proietti